# Amt Unna
Das Amt Unna war ein kurzlebiges Amt im Kreis Hamm. Es gehörte zur preußischen Provinz Westfalen.

## Geographie

### Lage
Das Amt erstreckte sich zentral vom Westen bis zum Osten des Kreises Hamm. Es bestand aus zwei räumlich voneinander getrennten Teilen, westlich und östlich der amtsfreien Stadt Unna.

### Nachbarn
Das Amt Unna grenzte, im Norden beginnend im Uhrzeigersinn, an die Ämter Camen, Pelkum und Rhynern, an das Amt Werl im Kreis Soest, an das Amt Fröndenberg, an die amtsfreie Stadt Unna sowie an das Amt Aplerbeck im Kreis Dortmund.

## Geschichte
Die preußische Landgemeindeordnung für die Provinz Westfalen von 1841 ersetzte die in der Franzosenzeit (1806 bis 1813) eingeführten Kantone mit Wirkung ab 1843 durch Ämter. Auf dem Gebiet des späteren Amtes Unna-Kamen wurden zunächst die Ämter Camen und Unna gebildet, die nur kurzfristig existierten und 1844 zum Amt Unna-Kamen verschmolzen. Anlässlich der Auskreisung der Stadt Hamm am 1. April 1901 wurde aus dem Kreis der Landkreis Hamm. Nach einer Gebietserweiterung im Jahr 1929 wurde dieser im Oktober 1930 in Kreis Unna umbenannt.

## Gemeinden
Das Amt Unna wurde bei seiner Neubildung wie folgt eingeteilt:
- A. Landkirchspiel und Steuergemeinde Unna
  - 1. Obermassen
  - 2. Niedermassen
  - 3. Afferde
  - 4. Uelzen

- B. Kirchspiel und Steuergemeinde Hemmerde
  - 1. Hemmerde
  - 2. Westhemmerde
  - 3. Siddinghausen

- C. Kirchspiel und Steuergemeinde Lünern
  - 1. Lünern
  - 2. Stockum
  - 3. Mühlhausen

Alle Gemeinden wechselten ohne Gebietsänderungen ins Amt Unna-Kamen.